# Antonina Zelikóvich
Antonina Víktorovna Zelikóvich –en ruso, Антонина Викторовна Зеликович; también conocida por su nombre de nacimiento Antonina Majina y su primer nombre de casada Antonina Dumcheva– (Serebian, URSS, 4 de marzo de 1958) es una deportista soviética que compitió en remo. Estuvo casada con los remeros Alexandr Dumchev y Yuri Zelikovich.
Participó en tres Juegos Olímpicos de Verano, obteniendo en total tres medallas, plata en Moscú 1980 (scull individual), plata en Seúl 1988 (cuatro scull) y bronce en Barcelona 1992 (cuatro scull).
Ganó seis medallas en el Campeonato Mundial de Remo entre los años 1981 y 1987.

## Palmarés internacional
| Representando a la URSS           |                          |                   |                  |
| Juegos Olímpicos                  |                          |                   |                  |
| Año                               | Lugar                    | Medalla           | Prueba           |
| 1980                              | Moscú (URSS)             | Medalla de plata  | Scull individual |
| 1988                              | Seúl (Corea del Sur)     | Medalla de plata  | Cuatro scull     |
| Campeonato Mundial                |                          |                   |                  |
| Año                               | Lugar                    | Medalla           | Prueba           |
| 1981                              | Múnich (RFA)             | Medalla de oro    | Doble scull      |
| 1982                              | Lucerna (Suiza)          | Medalla de oro    | Doble scull      |
| 1983                              | Duisburgo (RFA)          | Medalla de plata  | Doble scull      |
| 1985                              | Malinas (Bélgica)        | Medalla de plata  | Cuatro scull     |
| 1986                              | Nottingham (Reino Unido) | Medalla de bronce | Scull individual |
| 1987                              | Copenhague (Dinamarca)   | Medalla de bronce | Cuatro scull     |
| Representando al Equipo Unificado |                          |                   |                  |
| Juegos Olímpicos                  |                          |                   |                  |
| Año                               | Lugar                    | Medalla           | Prueba           |
| 1992                              | Barcelona (España)       | Medalla de bronce | Cuatro scull     |